# Hyse
La Hyse aussi appelée l'Aïse ou l'Ase  est une  rivière du sud-ouest de la France et un sous-affluent de la Garonne par l'Ariège.

## Géographie
De 29,3 km de longueur la Hyse prend sa source dans le Lauragais sur la commune de Gibel en limite du département de l'Ariège et se jette dans l'Ariège à l'amont de Venerque. L'autoroute A66 emprunte sa vallée sur plus d'une dizaine de kilomètres entre Nailloux et Mazères.

### Communes et cantons traversés
Dans le seul département de la Haute-Garonne, la Hyse traverse les communes de Gibel, Calmont, Montgeard, Aignes,  Nailloux,  Saint-Leon, Noueilles, Issus, Grépiac, Venerque.

## Principaux affluents
- Ruisseau de la Pointe ou le Vié : 8,7 km,
- le  Tédèlou : 18,8 km.
- Ruisseau de la Fourcade : 4 km
- Le Rieutort : 5,9 km
- Ruisseau de Bajoulès : 5 km
- Ruisseau de Négretis : 6,4 km
- Ruisseau de l'Houmenet ou Ruisseau de Sausène : 5,2 km